# Campeonato Paulista de Futebol de 1982 - Terceira Divisão
O Campeonato Paulista de Futebol de 1982 - Série A3 foi a 29.ª edição da competição de futebol realizada no estado de São Paulo. Equivale ao terceiro nível do futebol do estado.

## Participantes
- Associação Atlética Barra Bonita (Barra Bonita)
- Associação Atlética Chavantense ( Chavantes)
- Associação Atlética Guairense ( Guaíra)
- Associação Atlética Ranchariense ( Rancharia)
- Associação Atlética Riopardense ( São José do Rio Pardo)
- Associação Atlética Riopedrense ( Rio das Pedras)
- Associação Atlética Santa Ritense ( Santa Rita do Passa Quatro)
- Associação Atlética Sãomanoelense ( São Manuel)
- Associação Atlética XI de Agosto ( Tatuí)
- Aclimação Esporte Clube ( Santo André)
- Associação Desportiva Angatubense  ( Angatuba)
- Associação Desportiva Vila das Palmeiras ( Guarulhos)
- Associação Esportiva Osvaldo Cruz ( Osvaldo Cruz)
- Associação Esportiva Santacruzense ( Santa Cruz do Rio Pardo)
- Atlético Futebol Clube ( Araras)
- Beira-Rio Esporte Clube ( Presidente Epitácio)
- Botafogo-MA ( Monte Alto)
- Brasil Futebol Clube ( Buritama)
- Clube Atlético Jalesense ( Jales)
- Clube Atlético Lençoense ( Lençóis Paulista)
- Clube Atlético Nevense ( Neves Paulista)
- Clube Atlético Paulista ( Suzano)
- Clube Atlético Pirassununguense ( Pirassununga)
- Capivariano Futebol Clube ( Capivari)
- Clube de Campo Associação Atlética Guapira ( São Paulo)
- Comercial Futebol Clube ( Tietê)
- Clube Esportivo e Recreativo Descalvadense ( Descalvado)
- Esporte Clube Corintians (Casa Branca)
- Esporte Clube Gazeta ( Ourinhos)
- Esporte Clube Monte Mor ( Monte Mor)
- Esporte Clube Palmeirense ( Santa Cruz das Palmeiras)
- Esporte Clube Paraguaçuense ( Paraguaçu Paulista)
- Rio Branco Esporte Clube ( Ibitinga)
- Esporte Clube Sumaré ( Sumaré)
- Grêmio Atibaiense ( Atibaia)
- Grêmio Mauaense ( Mauá)
- Grêmio Taboão ( São Bernardo do Campo)
- Guarani-SA ( Salto)
- Guararapes Esporte Clube ( Guararapes)
- Guariba Esporte Clube (Guariba)
- Itapira Atlético Clube ( Itapira)
- Jacareí Atlético Clube ( Jacareí)
- José Bonifácio Esporte Clube ( José Bonifácio)
- Mirandópolis Esporte Clube ( Mirandópolis)
- Mirassol Futebol Clube ( Mirassol)
- Monte Negro Futebol Clube ( Osasco)
- Oeste Futebol Clube ( Itápolis)
- Olímpia Futebol Clube (  Olímpia)
- Paulista-NH ( Nhandeara)
- Paulistano ( Jundiaí)
- Piraju Futebol Clube ( Piraju)
- São Paulo Futebol Clube (Avaré) ( Avaré)
- Sociedade Esportiva Ilha Solteira ( Ilha Solteira)
- Sociedade Esportiva Matonense ( Matão)
- Sociedade Esportiva Palmeirinha ( Porto Ferreira)
- Sociedade Esportiva Sanjoanense ( São João da Boa Vista)
- Serra Negra Esporte Clube (Serra Negra)
- Sete de Setembro Futebol Clube (Americana) ( Americana)
- Sociedade Recreativa Auriflama ( Auriflama)
- União Esportiva Funilense ( Cosmópolis)
- União Esportiva Rochdale ( Osasco)
- União Possense Futebol Clube ( Santo Antônio de Posse)

## Premiação
| Campeonato Paulista de 1982 - Série A3 |
| -------------------------------------- |
| Barra Bonita Campeão (1º título)       |